# Psychotria dolichocalyx
Psychotria dolichocalyx är en måreväxtart som beskrevs av Ignatz Urban och Erik Leonard Ekman. Psychotria dolichocalyx ingår i släktet Psychotria och familjen måreväxter. Inga underarter finns listade i Catalogue of Life.